# Gavião-caramujeiro

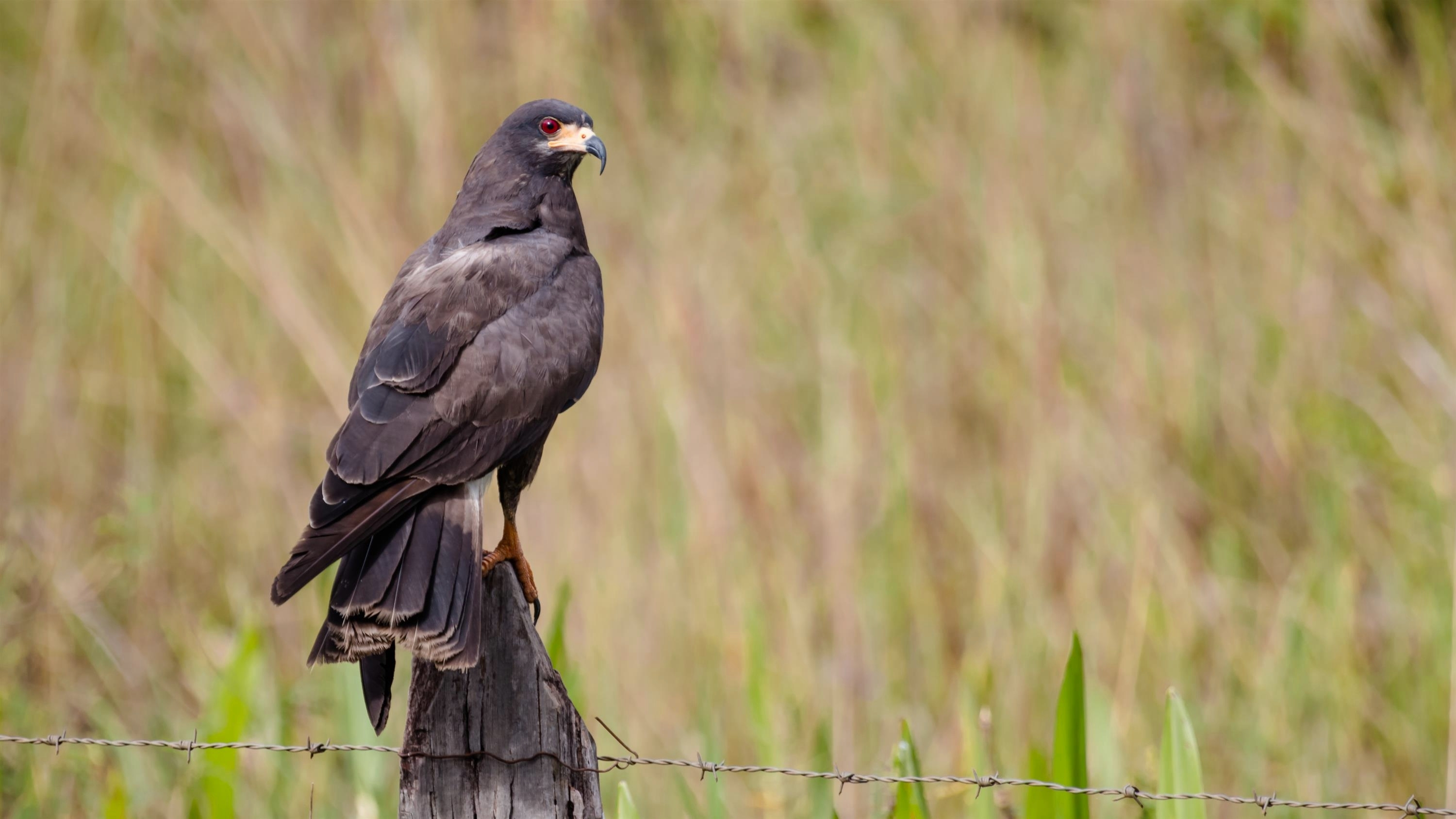
Gavião caramujeiro na Transpantaneira

O gavião-caramujeiro (Rostrhamus sociabilis), também chamado gavião-de-aruá e gavião-pescador, é um gavião paludícola, da família dos acipitrídeos, exclusivamente malacófago (isto é, alimenta-se exclusivamente de moluscos), encontrado em locais pantanosos da América tropical e temperada. A espécie mede cerca de 41 cm de comprimento. Possui bico muito adunco. O macho tem coloração cinza-ardósia, cauda com base branca, cera e pés laranja; a fêmea e o imaturo têm faixa supra-ocular e garganta esbranquiçadas e lado inferior barrado de creme. É uma espécie dependente da existência do molusco aquático chamado aruá (gênero Pomacea, família Ampullariidae), seu único alimento.

## Características
Mede cerca de 41 cm de comprimento. O macho é todo preto e a fêmea tem a parte superior amarronzada, a região frontal da cabeça esbranquiçada e a parte inferior creme com manchas e listras marrons.

## Subespécies
São reconhecidas três subespécies:
- Rostrhamus sociabilis sociabilis (Vieillot, 1817) - ocorre de Honduras e Nicarágua até o Brasil e no nordeste da Argentina;
- Rostrhamus sociabilis plumbeus (Ridgway, 1874) - ocorre nos pântanos de água doce da Flórida, Cuba e na Ilha dos Pinus;
- Rostrhamus sociabilis major (Nelson & Goldman, 1933) - ocorre do leste do México até a região de Petén no norte da Guatemala.

## Alimentação
Alimenta-se quase exclusivamente de grandes caramujos aquáticos chamados aruás. Utiliza o bico curvo para retirar as partes moles dos caramujos, deixando cair a casca vazia. Captura os aruás executando um voo rasante sobre os pântanos, pegando-os no chão com apenas um dos pés e empoleirando-se para comer. Ocasionalmente, em algumas regiões, como no Pantanal de Mato Grosso e na Venezuela, alimenta-se também de pequenos caranguejos.

## Reprodução
Seus ninhos, feitos em colônias, são plataformas frágeis localizadas entre 1 e 4 metros de altura, em arbustos ou árvores sobre a água. Põe 2 ou 3 ovos brancos com manchas marrons.

## Hábitos
Vive em grupos e se alimenta principalmente de moluscos.

## Distribuição geográfica
Todas as regiões brasileiras onde haja pantanais e alagados, nos quais é localmente comum. Encontrado também dos Estados Unidos (Flórida) e México até a Argentina e Uruguai.